# Télépopmusik
Télépopmusik è un trio musicale francese di musica elettronica e trip hop attivo dal 1998.
Il gruppo è formato da Fabrice Dumont (bassista del gruppo musicale pop Autour de Lucie), Stephan Haeri (conosciuto anche come 2 Square durante le sue attività da solista) e Christophe Hetier.

## Storia
Il primo album del gruppo, Genetic World, è stato pubblicato nel 2001 per l'etichetta discografica Capitol, dal quale sono stati estratti diversi singoli.
Con il gruppo ha spesso collaborato anche il rapper Mau, del gruppo musicale Earthling, che si è occupato della parte vocale dei brani Genetic World, Da Hoola e Trishika, contenuti nel primo album, con lo pseudonimo Soda-Pop, e dei brani Anyway, Last Train to Wherever, Hollywood on My Toothpaste, Tuesday e 15 Minutes, contenuti nel secondo album, per i quali è stato accreditato come Mau.
Il brano Breathe, singolo estratto dal primo disco la cui parte vocale è stata curata da Angela McCluskey del gruppo musicale Wild Colonials, è stato utilizzato per uno spot televisivo ed è stata nominata per un Grammy Award nella categoria "Best Dance Recording".
Nel 2004 hanno anche curato la produzione di un brano dell'album Damita Jo di Janet Jackson.
Nel 2005 pubblicano l'album Angel Milk, cui segue un periodo di silenzio discografico che si è interrotto l'11 luglio 2009 con l'uscita del singolo Ghost Girl in collaborazione con la cantante Kim Wayman.
Quattro anni dopo, il 24 giugno 2013, è uscito l'EP Try Me Anyway / Fever, ai cui hanno preso parte diversi artisti, tra cui la cantante Betty Black (Sylvia Gordon). Questo lavoro è stato seguito, il 6 ottobre 2014, da un altro EP intitolato Sound.
Il 14 giugno 2019 è uscito il singolo Connection in collaborazione con Young & Sick, seguito il 6 marzo 2020 da It Hurts, collaborazione con Jo Wedin. Questi lavori, insieme al singolo Dreams, ancora una volta in collaborazione con Young & Sick, anticipano la pubblicazione di un nuovo album a quindici anni di distanza dal precedente. Il disco, intitolato Everybody Breaks the Line, è uscito il 25 settembre 2020 e comprende le collaborazioni con Young & Sick, Jo Wedin, Angela McCluskey, Sylvia Black, e Mau.

## Discografia

### Album
- 2001 - Genetic World
- 2005 - Angel Milk
- 2020 - Everybody Breaks the Line

### EP
- 2009 - Ghost Girl
- 2013 - Try Me Anyway/Fever
- 2014 - Sound